# Karl von Frisch
Karl Ritter von Frisch (20.11.1886  –  12.6.1982) là một nhà Tập tính học người Áo đã đoạt giải Nobel Sinh lý và Y khoa năm 1973 chung với Nikolaas Tinbergen và Konrad Lorenz.

## Cuộc đời và Sự nghiệp
Ông học Động vật học với Richard von Hertwig người mà sau này ông kế vị làm giáo sư động vật học ở München, Đức. Ông đã nghiên cứu các giác quan của loài ong, nhận biết các cơ chế thông tin của chúng và chỉ ra cho thấy sự nhạy cảm của chúng với ánh sáng cực tím và phân cực. Trọng tâm công trình của ông là việc nghiên cứu các nhận thức giác quan của loài ong mật và ông là một trong số người đầu tiên đã giải thích ý nghĩa của vũ điệu loài ong. Thuyết này bị các nhà khoa học khác tranh cãi cũng như được chào đón với sự hoài nghi ở thời đó. Chỉ gần đây thuyết này mới được chứng minh dứt khoát là một sự phân tích chính xác về lý thuyết (xem tham khảo của tạp chí Nature).
Năm 1962 ông được thưởng Giải Balzan về Sinh học "vì đã cống hiến suốt đời để thí nghiệm hàng ngàn ong, vì vậy đã khám phá ra ngôn ngữ thực sự của các cử chỉ thông tin và mở ra một cái nhìn thấu đáo mới trong sự hiểu biết cách cư xử của côn trùng ".
Năm 1973 ông được thưởng giải Nobel Sinh lý và Y khoa cho các thành tựu trong sinh lý học ứng xử so sánh (comparative behavioral physiology) và công trình nghiên cứu tiên phong về thông tin giữa các côn trùng.
Công trình nghiên cứu ong mật của Frisch bao gồm cả việc nghiên cứu các pheromone do ong chúa và các ong cái con của nó tiết ra, chúng giữ trật tự xã hội rất phức tạp của tổ ong. Bên ngoài tổ ong, các pheromone hấp dẫn các ong đực đến với ong chúa và giao cấu với nó. Bên trong tổ ong thì các ong đực không bị ảnh hưởng bởi mùi của pheromone.